# 20 Brygada Artylerii (II RP)
20 Brygada Artylerii (20 BA) – brygada artylerii Wojska Polskiego II RP.
2 Brygada Artylerii Litewsko-Białoruskiej była organiczną jednostką artylerii 2 Dywizji Litewsko-Białoruskiej. W 1920 przemianowana została na 20 Brygadę Artylerii 20 Dywizji Piechoty.

## Dowódcy brygady
- gen. ppor. Wincenty Kaczyński (od 1 III 1921)